# ガンダムMk-II
ガンダムMk-II（ガンダム・マーク・ツー、GUNDAM Mk-II）は、「ガンダムシリーズ」に登場する架空の兵器。有人操縦式の人型機動兵器「モビルスーツ（MS）」のひとつ。初出は、1985年に放送されたテレビアニメ『機動戦士Ζガンダム』。
作中の敵側勢力である地球連邦軍特殊部隊「ティターンズ」の試作機で、『機動戦士ガンダム』の主役機「RX-78 ガンダム」の発展型。外装と内部フレーム（骨格）を独立させた「ムーバブルフレーム」という画期的な構造を採用しており、以降のMSにも同様の構造が採用されている。
物語序盤で最終的にティターンズのエマ・シーン中尉の造反により3機が反地球連邦組織「エゥーゴ」の手に渡り、うち1機が主人公カミーユ・ビダンの搭乗機となる。劇中後半でカミーユがΖガンダムに乗り換えてからは、エマが搭乗する。続編の『機動戦士ガンダムΖΖ』では、「ガンダム・チーム」のひとりエル・ビアンノがメインパイロットを務める。
本記事では、その後の外伝作品などに登場するバリエーション機についても解説する。

## デザイン
当初は本来の主役機「Ζガンダム」が冒頭から登場する予定だったが、企画段階で番組中に主役MSの交代が行われることに決まったため、Zガンダムが登場するまで主役機を担うガンダムの存在が必要になった。そこで前作からMSVへの流れを経た『Ζ』の時代に繋がるデザインが模索され、本機が誕生することとなった。RX-78 ガンダムの意匠を引き継ぐ本機は、異端のデザインであるΖガンダムに対する違和感を和らげる役目も果たした。なお、本機体には富野による初期企画案では「デルタガンダム」という別名も与えられていた。
本機の登場が決定してからの具体的なデザイン作業はまず大河原邦男と永野護によって進められ、二人の間でのラフスケッチのやり取りで大まかなデザインがまとめ上げられた。それをメインデザイナーに抜擢された新人の藤田一己がクリンナップし、決定稿が完成した。
決定稿に至る過程で、彼らのラフ稿を基にメカニカル作画監督の内田順久と作画監督の北爪宏幸が作画用として線を減らすなどの修正を施したラフ画稿を描いた。このうち、内田のラフ稿に彩色したものが準備稿として、『Ζ』製作決定の報に合わせて模型情報などの各媒体にて公開された。また、近藤和久によるコミックボンボン版『Ζ』では、準備稿のうち2案（うち1案は、上記のモデル化されたもの）がガンダムMk-IIの1号機および2号機として登場した。
準備稿発表の裏で最終クリンナップ担当の藤田の作業は続けられ、残された大河原と永野のラフ稿を基に藤田が手を加えたものが番組制作発表や宣伝パンフレットに使用された。そして、藤田は富野の意見を聞きながらさらにデザインを煮詰め、決定稿を完成させた。藤田が本機のデザインに参加した段階で大河原も永野もすでに現場を離れており、彼らの描いた絵だけが残されている状態だった。そのため打ち合わせなどはできず、彼らの持っていたであろうアイデアなどは生かせなかったという。
なお、決定稿でも手の細部までは描かれていなかったため、2005年公開の劇場版『Ζ』の新作パートでは、メカニカル作画監督の仲盛文や原画マンの阿部邦博が新たにアップ用の設定を起こして描いており、後のOVA版『機動戦士ガンダムUC』でも参考にされたという。

## 設定解説
連邦軍によってRX-78 ガンダムの後継機として開発された機体。3機が試作されたとする資料の他、4号機の存在に言及した資料もある。なお、型番の「RX-178」の日本語表音は「あーるえっくすいちななはち」と読む。
開発はティターンズ主導で行われ、U.C.0085年にスタート。ジャミトフ・ハイマンの意向によって旧ジオン公国系の技術者は外され、地球連邦系技術者の選りすぐりで開発が行われた。開発主査はフランクリン・ビダン大尉が務め、U.C.0087年1月20日に完成。
本機は対外的にはティターンズのフラグシップ機として開発された。その意義は単なる戦術兵器に留まらず、アースノイドのスペースノイドに対する示威の象徴でもあった。ゆえにその完成式典に際しガンダムMk-IIは、ティターンズ側をして「我々の、我々による、我々のためのガンダム」と称されたのである。また、主にスペースコロニー内部での戦闘を想定した設計となっている。
MS用新素材の研究が進まなかったため、装甲やフレームに旧来の「チタン合金セラミック複合材」を用いるなど、技術的に旧式な部分も少なくないが、全身にムーバブルフレームを採用した初の機体である。脚部の可動部の露出が目立つのは、ビーム兵器を効果的に防御できる装甲が存在しない以上、重装甲化によって機体重量の増加を招くよりも、軽量化によって機動力を向上させ、被弾率を低下させるという当時主流となっていた設計思想に基づいている。
同時期の機体に存在したエネルギーサプライシステムはエネルギーCAP実装と、構造の複雑化を避けるため廃止された。バックパックには4基のメインスラスターに加え、ビーム・サーベルホルダーを兼ねたフレキシブル・バーニア・スラスターを装備する。このスラスターを開発するにあたってタキム重工のトップエンジニアを技術士官として招聘するなど、破格の待遇で集められた。また、脚部のムーバブルフレームは構造的に柔軟性を有してはいたが、構造材の強度に問題があったため、瞬発的な外力に対し剛性が不足していたとされる。このムーバブルフレームは合計6回にわたる設計変更が行われたが、問題点を解決するには至らなかった。
U.C.0087年3月2日、サイド7グリーンノア1内での運用試験中にフランクリンの息子カミーユ・ビダンにより奪取され、そのままエゥーゴに鹵獲される。その後は紆余曲折あったものの、結局はティターンズ所属のエマ・シーンの離反により、3機がエゥーゴの手に渡る。4号機は強奪事件以前にグリーンノア1内で実施された高速機動試験中に墜落事故を起こしたとされる。
ムーバブルフレームをはじめとする本機のデータはΖガンダムなどの可変MSの開発に大きく貢献した。最終装甲を交換する事で各種戦闘に対応可能な設計となっていたが、エゥーゴによる奪取後は生産ラインに乗せるに足る機体ではないと判断され、再調整を行い3機分のパーツから1機を運用した。また、地球連邦軍（エゥーゴ、カラバ）はジムIIIに設計の一部を取り入れている。

### ムーバブルフレーム
ジム・クゥエルの腕部やガンダムTR-1［ヘイズル2号機］のポッド可動フレームなどの技術をより発展させたもの。このムーバブルフレームを全身に採用した機体は本機が初となる。本機に搭載されたムーバブルフレームの構造は斬新かつ優秀で、同時期に開発されたリック・ディアスやプロトΖガンダムに搭載されたフレームの設計を凌駕している。そもそもジオン系MSはモノコック構造、連邦系MSはセミモノコック構造と設計概念が異なっており、この時代のMSは両者を必要に応じて使い分けていた。純粋な連邦系技術のみで開発することにより、統一したフレームで機体を構成するムーバブルフレームの発想に至ったとも言われている。
ムーバブルフレームは装甲や武装を機体の基本構造（フレーム）と分離させることによってフレーム自身を可動優先の理想的な構造に設計することが可能であり、装甲は可動に応じてスライドしフレームを保護するものである。これによって機体の運動性能が大幅に向上し、メンテナンス性も向上することになった。このムーバブルフレームにはフィールドモーター技術が使用されており、フレーム自体が伸縮するうえ、ねじれることでストレスを軽減することが可能である。また、フレーム各部に設けられたヒンジやシリンダーは自重や加速、衝撃時の応力を分散させる機能も兼ねている。
フレームには各種のセンサーが内包され、得られたデータを頭部に設けられたコ・プロセッサーを介してメイン・プロセッサーに伝達するとともに、プロセッサーから各アクチュエーターに指令を出し、応力や衝撃の分散を最適化する機能を有している。しかし、これらのデータはメイン・プロセッサーで統制しきれないほど膨大な量であったため、データに優先度を設けて処理がおこなわれている。
本機はフレーム材質の問題から関節軸の摩耗が生じたが、この偏摩耗の情報はデータ処理の優先度の関係から機体制御へ十分に反映されていなかった。しかし、ムーバブルフレームの採用によって可動軸が増えたため、機体全体として偏摩耗による影響を無視することができなくなり、パイロットはこれを補正しながらの操縦を強いられた。これらの機体の不安定さが、後述する墜落事故をはじめとする事故の頻発の要因となっていた。後にエゥーゴはこれらの欠陥を改良し、本機を主戦力として活用した。結果として、本機はエゥーゴに強奪されることで本当の意味で完成したMSとなり、その性能を発揮することとなった。
また、本機はコア・ブロック・システムを廃し、一年戦争末期に提案された球形コクピットを発展させた全天周囲モニター・リニアシートを採用している。コア・ブロック・システムは「機体制御」と「パイロットの保護」の2つの役割を兼ねていたが、イジェクション・ポッドの採用でこれらを分離することが可能となり、機体制御を四肢にまで委ねるというムーバブルフレームへと昇華した。

### 武装
本機はティターンズからエゥーゴに渡った経緯から、運用時期によって異なる兵装を装備していたとされる。ただし、型式番号こそ違うものの形状や機能はほぼ同じである。
ビーム・ライフル
型式番号：BLASH・XBR-M86b, BAUVA・XBR-M-86-C2（ティターンズ運用時期）, A・E-Br・XBR-87-C
開閉式の長方形型ターゲット・センサーと可動式のフォアグリップを備える。E（エネルギー）パックを採用しており、出力は2.6メガワット（Eパック出力は2.2メガワットとされる）。左側面にモード・セレクト・スイッチがあり、左を押すとEパック1基につき最大出力で3発、右を押すと低出力で7発の発射が可能。出力の切り替えがOS・ソフトウェア依存式ではないのは機体と武装の両方が試作品であることから、運用テスト中に不具合が発生することを想定した上での措置とされる。また、両側面後部に腰部側面にマウントするラッチを備える。
ウェブ企画『A.O.Z Re-Boot』では、複数のメーカーによって同じモデルの製造が行われ、メーカーごとに異なる形式番号が付けられたと解説され、記事中ではBLASH・XBR-M86bが紹介されている。
87D-ビーム・ライフル
型式番号：A・E-Br・XBR-87-D
ボウワ社とブラッシュ社がティターンズの依頼で競作していたMk-II用モデルをAE社が複製したもの。
対外的にはアナハイム・エレクトロニクスBR社が単独で開発したことになっているが、実際には極秘裏に各社の協力を取り付けており、奪取したMk-IIの機体内データベースの情報を利用して複製されている。
『A.O.Z Re-Boot』では、Mk-II本体とともにAE社の手に渡った制式仕様 (XBR-M-86-C2) を量産したとしている。
ビーム・サーベル
型式番号：XB-G-1048L（ティターンズ運用時期）, A・E-Br・G-Sc-L
バックパックのバーニア・アームに1基ずつ、計2基が装備される。出力は0.45メガワット。形状は専用にデザインされているが、内装するビーム発振デバイスは標準的な規格品を改造したものである。グリプス戦役前期の主力MSよりは出力がやや高いが、後期の新鋭機に比べると劣っている。ビーム・ジャベリンとしては使用できない。
バックパックにエネルギー・サプライ・デバイスが装備されており、装着した状態でエネルギーを充填可能。また、本体に小型のジェネレーターを内蔵しており、ほかの機体と比較して最大出力で長時間の使用が可能となっている。鍔部にスイッチがあり、マニピュレーターでオン・オフの切り替えが可能。
劇中では、アッシマーにバックパックから奪われ、危機におちいっている。
ハイパー・バズーカ
型式番号：H-Baz-85-Gry/Ver.045（ティターンズ運用時期）, H-Baz-87-A・E/Ver.004, H-Baz-87-A・E/Ver.009
数年前から連邦軍で採用されている標準兵装の更新装備。炸薬の威力はRX-78-2 ガンダムのものと同等だが、カートリッジ式の弾倉を用いる方式となり、劇中では通常弾のほか散弾も使用している。非使用時には腰部リア・アーマーのマウント・ラッチに装着される。また、予備マガジンは腰部左右にマウント可能（ラッチはビーム・ライフルと同一規格）。
ビームが減衰する大気圏内や水中戦闘で用いられている。
ほぼ同じデザインのもの（グリップのデザインが多少異なる）が『機動戦士ガンダム0083 STARDUST MEMORY』に登場し、ジム改、パワード・ジム、ステイメン（オープニング・フィルムのみ）が所持している。
バルカン・ポッド・システム
型式番号：VCU-505EX-Gry/Ver.009（ティターンズ運用時期）, VCU-505EX-V・B/Ver.012, VCU-505EX-V・B/Ver.021
本機の頭部にはムーバブル・フレームを統合管理するプロセッサー・フレームが追加されているため、バルカン砲は外装式のオプション兵装とされている。従来の機体では頭部に内蔵されているため装弾数が極めて少ないが、外装式にしたことにより1,400発と増加している。口径はRX-78 ガンダムと同じ60ミリ。銃口は左側に斜めに2門あり（2門の砲口から交互に弾丸が発射される）、右側はマガジンで（バランサーを兼ねる）、この左右ユニットを給弾ベルトで連結した構造となっている。左側側面と右側前面にリリース・スイッチを備える。弾丸はカートリッジレスのため、空薬莢は排出されない。
通常のバルカン砲と同じく、主に近接防御に適するが、一部の例を除いてMSに致命打を与えることはできていない。
シールド
型式番号：RX・M-Sh-VT/S-0001B（ティターンズ運用時期）, RX・M-Sh-VT/S-001, RX・M-Sh-VT/S-008
ガンダム試作1号機にも採用されていたスライドによる伸縮機構を備えており、慣性モーメントの調整が可能。表面には耐ビームコーティングが施され、数回のビームの直撃を耐える性能を有している。RX-78 ガンダムで採用されていたシールド同様に覗き窓が付いており、グリップはなく腕部のマウントラッチを介して装着する。裏面にはビーム・ライフルのEパック2基を装着することができるが、この状態では覗き窓は使用不可となる。
テレビ版『Ζ』第49話及び劇場版『Ζ-III 星の鼓動は愛』では、シールドをマウントする左腕が破壊されたため、応急処置として左肩の付け根にシールドを装着した状態で出撃している。
シールド・ランチャー
劇場版『Ζ』にのみ登場（リアルグレード (RG) のガンプラにも付属）。シールド裏面に3基装備。
ロング・ライフル
Gディフェンサーの主砲である高出力ビーム・ライフル。Gディフェンサーの武装のため基本は合体状態での運用となるが、テレビ版『Ζ』第33話、劇場版『星の鼓動は愛』のようにGディフェンサーと分離しての使用も可能。

### 運用実績
一年戦争におけるガンダムを連想させる白い機体となった本機は、皮肉にも開発したティターンズに対する戦闘で高い戦果を挙げた。ガンダムの正当な後継機であり「アースノイドのスペースノイドに対する示威の象徴」でもある本機を手に入れたことは、エゥーゴにとっても大きな意味を持った。
エゥーゴに渡った3機のうち1機は月のアナハイム・エレクトロニクス（AE）社にて機体構造の研究に使用され、1機は保守部品確保用として解体され（ただし、解体の途中で左腕のない状態のまま、カミーユが搭乗して出撃したことが数回ある）、残る1機（3号機）はアーガマ艦内にてティターンズカラー（濃紺）から白を基調としたカラーリング（灰色がかった白に、紺色と赤）に再塗装されて実戦投入された。
エゥーゴではアーガマやラーディッシュで運用され、ニュータイプとして最も優れた資質を秘めていたカミーユの能力もあり、グリプス戦役中盤頃まで最新機と互角以上に渡り合って多くの戦果をもたらした。ただし、本機自体は突出した性能は持たず、装甲も第2世代MSと比較して脆弱であり、コロニー内戦闘を想定していたことから火力面でも標準の域を出なかった。また構造材の問題から、設計値の性能を発揮できないという欠点も抱えていた。しかし機体の汎用性は非常に高く、ムーバブルフレームによる優れた運動性もあり、総合的な性能面では当時の最新鋭機にも十分対抗可能であった。本機は配備後も数回にわたる改修によって性能向上が図られ、高性能化が進むティターンズのMSに対抗していった。前述の墜落事故の原因となった構造上の不備もエゥーゴによって改善された。後に旧式化した装甲の補強及び火力・機動力の強化策としてGディフェンサーが開発され、これによりグリプス戦役終盤までエゥーゴの主力機として活躍することになった。 
本機は第一次ネオ・ジオン抗争時にもアーガマやネェル・アーガマに配備された。ネオ・ジオンの最新鋭MSと比較して旧式化は否めなかったが、Gディフェンサーに変わって新たに配備されたAE社製の支援用MAメガライダーとのマッチング（相性）は極めて良好であり、ガンダム・チームの一翼を担って第一次ネオ・ジオン抗争の最終決戦まで戦い抜く。
性能不足が指摘されて以降も本機が第一線で運用され続けた事実は、フラッグシップとしての存在意義と共に本機の汎用性と基本性能の優秀さを証明している。また、操作の容易さも大きな利点であり、本機のメインパイロットを務めたカミーユ・ビダンやエル・ビアンノは（ある程度の操縦の基礎はあったとはいえ）きわめて短期間で同程度以上のカタログ性能を有する軍用MSに対して優勢に戦えるまでになる。

### 劇中での活躍
『Ζ』第1話から登場。濃紺を基調とした「ティターンズ・カラー」で塗装されている。パイロットは1号機がエマ・シーン、2号機がカクリコン・カクーラー、3号機がジェリド・メサであったが、最終的には3機ともエゥーゴに鹵獲されてしまう。その後、エゥーゴは1号機を機体解析のためにAE社へ持ち込み、2号機を予備パーツ用に解体した後、3号機については初代ガンダムを彷彿とさせる白を基調としたトリコロールに塗装し直し、アーガマの戦力としている。
Ζガンダムが登場するまでの前半は主にカミーユが搭乗し、主役機として活躍する。カミーユがΖガンダムに乗り換えてからはエマが搭乗しており、グリプス戦役開戦時にはすでに多少旧式化しているものの、エゥーゴ所属MSの中では突出した戦果をもたらしている。性能的に劣勢となった戦争後期においても、Gディフェンサーとの連携もあって最新鋭機を相手に互角に渡り合い、多数のMSや戦艦を撃破する。
一時的な搭乗者としては、第4話でフランクリン・ビダンがエマ、カミーユとともにアレキサンドリアから脱走し、アーガマへ向かう際に2号機に搭乗している。また、第5・6話ではクワトロ・バジーナが乗機のリック・ディアスをフランクリンに奪取・撃破されたため、塗り替えられたばかりの3号機に2度搭乗（その間、カミーユは1号機に搭乗）。第15話ではカツ・コバヤシが無断で3号機に搭乗しアウドムラから出撃するもギャプランとの戦闘で海に落下、しかし同機の左脚を撃ち抜き撃破への足掛かりを作る。
コロニーレーザーを巡る最終決戦では、ヤザン・ゲーブルのハンブラビとの交戦で左腕を失い、バックパックにダメージを受けるが、母艦であるラーディッシュが盾となり、撃破は免れる。その後、Ζガンダムによってアーガマまで運ばれてシールドを左肩に直付けされ、シャクルズに乗って再出撃する。レコア・ロンドのパラス・アテネと一騎討ちとなり、ビーム・サーベルで胸部を貫いて勝利するが、コクピットから宇宙に出たエマは爆発時の破片の直撃を受け、重傷を負う。エマと本機は半壊したアレキサンドリア級巡洋艦内へΖガンダムによって運ばれるが、エマはそこで落命する。本機はそのまま残置され、戦闘終了後には左脚も失い宇宙を漂っているところをファ・ユイリィのメタスに回収され、アーガマへ帰投する。劇場版第3作『星の鼓動は愛』では、エマの遺体とともにコロニーレーザーの砲撃に巻き込まれ、消滅する。
『ΖΖ』では第13話でラビアンローズと接触したアーガマに再配備されているが、特に言及はない（Gディフェンサーも補充されていない）。同話でエル・ビアンノが無断で搭乗し、初めての操縦ゆえにアーガマのデッキ内では無茶苦茶な挙動をするが、出撃しつつマニュアルを読みながらすぐに慣れ、初陣にもかかわらずゴットン・ゴーのガザDを撃破している。その後はエルまたはモンド・アガケがメイン・パイロットとなり、ガンダム・チームの一員としてエゥーゴの戦力の中核を担いながら、第一次ネオ・ジオン抗争終盤まで第一線で戦い抜く。最後はアクシズ内部におけるクィン・マンサとの戦闘で中破し、脱出のためにΖガンダムともども放棄されている。
『ΖΖ』での一時的な搭乗者としては、第21話でアーガマの捕虜となっていたキャラ・スーンがセシリアを人質にとり、本機を強奪して脱走を図るが、グラナダ市街の狭い通路で動けなくなり、乗り捨てて逃走している。また、第33話・第34話ではビーチャ・オーレグが普段の乗機である百式ではなく本機に搭乗し、アリアス・モマ隊との交戦で左腕を切断される。その直後、サイコガンダムMk-IIの波動を感じたエルピー・プルが未修理のまま無断で搭乗し、エンドラ級「サンドラ」を襲撃するが、アリアス隊による返り討ちに遭って頭部も切断され、行動不能となる。
『Ζ』では登場当初から性能を蔑まれるシーンが多く、カミーユの父にして本機の開発者であるフランクリンには「（データは十分に収集され、すでにそれをもとに新型機が開発中だったため）あんなもの、もういらんでしょう」、クワトロには「（装甲材質に関して）Mk-IIは所詮Mk-IIだというのか」、パプテマス・シロッコには「（RX-78 ガンダムの）マイナーチェンジ」呼ばわりされ、『ΖΖ』でもネオ・ジオンのパイロットに「Mk-IIごとき」と蔑まれている。ただし、実際に搭乗したクワトロは「加速性能は抜群」と高評価を下しており、小説版『Ζ』でもパワーでリック・ディアスを上回る描写がある。
OVA『GUNDAM EVOLVE II』では、月でのAMBACによる高機動戦闘テストの様子が描かれており、機体各所に試験用マーキングが施された3号機のほか、トリコロールに再塗装されているが両肩のみティターンズ・カラーのままの1号機も登場する。漫画『機動戦士ガンダム エコール・デュ・シエル』でも同様の塗装の1号機が登場し、月面都市アンマンのAE社工場にて解析および性能テストがおこなわれている。テスト・パイロットはエゥーゴのジャック・ベアードや、宇宙海賊マリー一味のアスナ・エルマリートが務めている。
漫画『機動戦士ゼータガンダム1/2』では、ジェリドたちに引き渡される前の本機（何号機かは不明）と、初代ガンダムを復元したハーフガンダムとの模擬戦の様子が描かれている。パイロットはエドガー・エドモンド・スミス。連戦連敗する本機に業を煮やしたフランクリン・ビダンは、ビーム・ライフルの携行による実戦装備での模擬戦を強行し、本機はハーフガンダムのコクピットを撃ち抜いて勝利する。ただし、本作は宇宙世紀での創作が疑われる「エドガー・エドモンド・スミスの日記」という体裁となっている。
漫画『機動戦士ガンダム MSV-R ジョニー・ライデンの帰還』では、シャア・アズナブルとの戦闘で乗機であるジム・ナイトシーカーが大破してしまったヴァースキ大尉の代替機としてゴップ議長がAE社から調達してくる。ヴァースキは冗談が過ぎると苦言を呈しているが、早急な状況な事もあって仕方ないと受諾した。機体はブルーとグリーンで塗装されており、海ヘビを装備している。開発が凍結されていたフルアーマー用のパーツもAE社に発注したものが用意されている。
漫画『機動戦士ガンダムUC 獅子の帰還』では、宇宙世紀0096年12月にバナージ・リンクスの帰還を確かめる為、MSでジオン共和国に匿われていたメガラニカを訪れたリディ・マーセナスの前にバナージ本人が操縦する機体が姿を現わす。右肩から先がドーベン・ウルフ系列のものに変更されており、ビームマグナムの使用に対応している。本機の出自については、サイド3に残っていた機体であることを、コミカライズを担当した玉越博幸がTwitterにて明かしていることから、第一次ネオ・ジオン抗争でクィン・マンサとの戦いの際に中破したエル・ビアンノ機が修復・改修されミネバ一派の手に渡り、メガラニカの警備用として運用されるようになったと思われる。また。カラーリングについてはカラーでは明確に示されてはいないものの、玉越はTwitterにてユニコーンガンダム1号機と同様のカラーであることを明かしている。
『サイバーコミックス012』掲載の松本久志の漫画「ガンダムバカ一代」（『ガンダムジェネレーション4』再録時は「ガンダム空手一代」）では、アサカ＝ケンが本機とともに連邦軍を脱走し、地球で格闘の修行をおこなっている。左側のブレード・アンテナが外されている。内容は『空手バカ一代』や『タイガーマスク』、『北斗の拳』などのパロディである。
GACKTの『Metamorphoze 〜メタモルフォーゼ〜』のPVでは、GACKT自身が本機に搭乗しているが（彼の搭乗するコクピット以外の映像はアニメからの流用）、撃破される描写となっている。GACKTは脱出ポッドにより、無傷である。
ゲーム『サンライズ英雄譚2』では、ゲームオリジナル設定としてガンダム（2号機）に準じた配色のアムロ専用機と、赤く塗装されたシャア専用機が登場する。

## 追加装備

### フライングアーマー
型式番号：FXA-00
エゥーゴがガンダムMk-IIの規格に合わせて開発した大気圏再突入用装備であり、最初期のフライングアーマー。エゥーゴの戦略のうち、ジャブローなど地上の地球連邦軍拠点への電撃的な侵攻手段の開発は急務であった。同様の装備にはすでにバリュートが存在したが、これは突入時に自由落下状態となることや、突入後はパラシュートを使用するために無防備となり、攻撃される可能性があった。また、大型HLVを使用できないエゥーゴの台所事情もあり、進行していたΖ計画のうちの大気圏突入能力を検証すべくフライングアーマーが開発された。底面にはホバーノズルも備えており、大気圏内においてはサブフライトシステムとしても機能する。
FXA-00型の開発データは「FXA-01」系といった後継装備に反映された。この内、Ζガンダム1号機には（FXA-）01型や01B型・01C型・01K型・01K-VW型が、3号機のストライクゼータ仕様には01K-VW2型が装備されていた（Ζガンダムの記事を参照）。Mk-IIが最初に装備した00型の試作1号機自体は0087年5月のジャブロー基地降下作戦で初投入された。大気圏突入・空中移動だけでなくサーフィンのような水上移動にも効果を発揮したが、連戦の末に失われている。
劇中での活躍
劇場版『機動戦士Ζガンダム A New Translation』では、2機存在する。先述の開発経緯を経ず、連邦軍から奪取したという設定になっている。
『機動戦士ガンダムΖΖ』では、ネオ・ジオンの地球降下作戦を阻止するためにエル・ビアンノ搭乗のガンダムMk-IIが装備し、戦闘後に大気圏突入を行っている。地球降下以降は使用されていない。
雑誌『ガンダムマガジン』No.2掲載の岩田和久の漫画『機動戦士Ζガンダム 宇宙を越える者』ではリック・ディアス改が大気圏突入の折に装備する姿が見られるが、直後のティターンズとの戦闘時には非装備となっており、リック・ディアスは戦闘によって機体を損傷した後、コクピット部のみで大気圏に突入している。

### Gディフェンサー
本機と合体してMk-IIディフェンサー（スーパーガンダム）となる。

### フルアーマーガンダムMk-II
『Ζ-MSV』に分類される。『B-CLUB』第6号でΖ-MSVとして「ガンダムMKII重装甲タイプ」という名称が紹介されるが、機体デザインが公開される前にΖ-MSVの連載が終了。その後『B-CLUB』第20号の連載企画「MS大発展史」にΖ-MSVの「フルアーマーガンダムMKII」としてカラーイラストが掲載された。
メカニックデザインは藤田一己で、彼がデザイン協力をして漫画『プラモ狂四郎』に登場したHCMパーフェクトガンダムと装甲形状の大部分が共通している。
AE社がMSの自社製強化パーツ開発計画の一環として、Gディフェンサー、Dディフェンサーとともに開発した装備。装甲にガンダリウム合金を用いておらず防御力の脆弱性を指摘されていたガンダムMk-IIにガンダリウム合金製の追加装甲FXA-03を装着し、火力と装甲を強化する案。スラスター増設による推力向上が重量増加をカバーできるほどではなく、早くから機動性の低下を指摘されていた。結局、Gディフェンサーによる強化案（スーパーガンダム）が採用され、本機のプランは実現しなかった。

#### アーマードガンダムMk-II
雑誌「電撃ホビーマガジン」2002年7月号の特集「ティターンズMSの系譜」に登場。RX-178 ガンダムMk-IIの強化プランとして、当初はティターンズによって考案されていた。
エゥーゴによるRX-178用フルアーマー化プランとは異なり、「ティターンズ用フルアーマーガンダム」と銘打ち、FSWS計画の流れを受継ぎ、終戦後に計画を再開させたものとされている。火器強化案などはFA-78-1にほぼ準じているのが特徴。装甲は胴体を中心とした個所にチョバムアーマーを装備しているのみで、どちらかといえば動きやすさと火力を重視している。だが、エゥーゴによるRX-178強奪事件に前後して計画は頓挫し、実現に移されることはなかった。

## 小説版ガンダムMk-II（デルタ&エプシィガンダム）
富野が執筆した小説『機動戦士Ζガンダム』（講談社版）に登場するガンダムMk-IIには、永野護が手掛けたデルタガンダムとエプシィガンダムというアニメ版とは異なる2種類のデザインが存在する。デルタガンダムの初出は2024年開催の「DESIGNS 永野護デザイン展」で、上半身のイラストが公開された。エプシィガンダムの初出は1985年2月発売の講談社版小説第1巻表紙カバーで、頭部のみが描かれた。その後、模型雑誌『月刊モデルグラフィックス1985年12月号』の作例で立体化された際に全身図のラフ稿が公開され、永野独自のMSの背景設定も作られた。小説表紙カバーのエプシィガンダムは、一般的には永野ワールドでのガンダムMk-IIと思われているが、永野自身は「アレは小説世界の永野版Mk-IIではなくて、やっぱりエプシィです」と語っている。デザインコンセプトにおいては、デルタガンダムが永野が描いたアニメ版ガンダムMk-IIラフ稿と似ているのに対し、エプシィガンダムは背部に搭載した2基のブースター・バインダーや腕部の形状などの点でリック・ディアスと共通している。
富野の当初の企画案では、ガンダムMk-IIはデルタガンダムという別名を持つティターンズの新鋭機の開発プロジェクト｢アルファベット計画｣で開発された機体であり、エプシィガンダムはその競作機だった。それぞれ4番目と5番目に生まれた機体であり、エプシィガンダムと言う名前は「5番目（エプシロン）のガンダム」という理由で付けられたという設定だった。その後、富野の企画が進むにつれてガンダムMk-IIはティターンズの、そしてエプシィガンダムはエゥーゴの主力機へと変化した。しかし制作が始まる前に、エゥーゴの主力機はリック・ディアス（ガンマガンダム）へと変更され、エプシィはシャアのもたらした技術で開発されたガンダムMk-IIから可変MSであるΖガンダムへ移行する間を埋める存在とされた。命名理由も、エゥーゴがリック・ディアスに使用したガンダリウムγ（）合金を可変ガンダム開発のために改良した「ガンダリウムε（）」が使われたMSだからということになった。本来はリック・ディアスと百式の中間に位置するMSのはずだが、Ζガンダムへの中継ぎの役割は百式が果たすことになり、設定の複雑化をさけるためにその存在はオミットされた。

## バリエーション

### ガンダムMk-II（メガラニカ所属機）
脚本・漫画『機動戦士ガンダムUC 獅子の帰還』に登場。
サイド3に秘匿されているメガラニカが所有する機体であり、バナージ・リンクスが搭乗する。0096年12月8日、バナージの帰還を確かめようとリゼルに搭乗して領宙侵犯を経て訪れたリディ・マーセナスの前に現れる。右肩から先がドーベン・ウルフ系列のものに変更されており、ビーム・マグナムに対応している。また、カラーリングについては、コミカライズを担当した玉越博幸がユニコーンカラーのイメージであると自身のTwitterにて述べている。
なお、玉越は本機のデザインについて、当初は化け物感を出したくてクシャトリヤの装甲無しの右腕を装着してみたが、ガンダム感がないので取り止めて本編のものに変更したほか、機体の出自については新造ではなくサイド3に残っていた機体を運用しているようだとも自身のTwitterにて述べている。

### ガンダムMk-II×II（スクエア）
漫画『機動戦士Ζガンダム Define』に登場。
ヤザン・ゲーブルのマラサイとの戦闘で大破したガンダムMk-IIを大幅に改修した高機動型。肩、リア・アーマー、脚部にスラスターが増設および変更されている。機体名の「スクエア」は「二乗」を意味するが、原型機の表記を踏まえて「II×II」と表記される。
エマ・シーンが引き続いて搭乗し、ティターンズによる月へのコロニー落としの直後にヤザン隊と交戦する。1対3でありながら強化された機動力で翻弄し、ヤザン機の左腕を破壊して雪辱を果たす。

### ガンダムMk-II B
漫画『機動戦士ガンダム ジオンの再興』に登場。（形式番号：RX-178B）。
ガンダムMk-IIの陸戦型。陸上戦闘では不要となるスラスターが除去されている。主に指揮官やエースパイロットに配備された。PCゲーム『機動戦士ガンダム アドバンスドオペレーション』では、宇宙世紀0089年に地球連邦軍のパイロット、ゲーリー中尉の愛機として登場した。

### ガンダムMk-II 試作0号機（プロトタイプ・ガンダムMk-II）
ゲーム『機動戦士ガンダム ギレンの野望 ジオンの系譜』などに登場。
ガンダムMk-IIの先行型として、コストを度外視して開発された機体であるため、ガンダムMk-IIよりも高性能だが、操縦性や整備性に多大な問題を抱えており、稼働時間も極めて短い。その扱い辛さゆえに並みのパイロットではまともにコントロールできず、パイロットにはムラサメ研究所の強化人間プロト・ゼロが選ばれている。また、装甲とフレームが脆弱であるという課題はガンダムMk-IIまで持ち越された。製造コストはペガサス級戦艦数隻に匹敵すると言われているが、存在自体を疑問視する意見もあり、データ上にのみ存在する架空の機体とする説もある。頭部の角（センサー）と盾がガンダム試作1号機のものと酷似していることから、AE社の関与が疑われる。外装はジム・クゥエルと同一形状の部品が部分的に使用されている。
ゲーム中ではガンダムMk-IIの開発と無関係に、特殊な条件で開発提案される隠し機体として扱われており、正式なMk-IIの開発に際し本機を開発する必要はない。

### 武者ガンダムMk-II
『SD戦国伝』シリーズとは別に、宇宙世紀の世界観上で展開された雑誌「コミックボンボン」のオリジナルストーリー「プロジェクトMUSHA」に登場（1989年6月号掲載）。
木星の宇宙海賊掃討を目的として始動した連邦軍の「プロジェクトMUSHA」機体群のひとつ。その名が示すとおり、旧世紀の日本の鎧武者を模した外観を持つ。頭部に電磁場を発生させる角が2本搭載され、実体剣「コテツ」を装備している。